# Daniel Pflumm
Daniel Pflumm (* 1968 in Genf) ist ein Schweizer zeitgenössischer Künstler, der in Berlin lebt.

## Leben und Werk
Ab 1989 studierte er an der Fine Arts Columbia University in New York City sowie an der Hochschule für Künste in Berlin (1990–1996) als Masterstudent bei Wolfgang Petrick.
In der ersten Hälfte der 1990er Jahre gründete er mit Tilmann und Nucleus in Berlin den Microclub Elektro, eine Mischung aus Bar, Club und Kunstausstellung, der insbesondere durch Auftritte von Musikern wie DJ Hell, Cristian Vogel, Robert Hood, Dave Clarke, Patrick Pulsinger und Erdem Tunakan bekannt wurde. Der Club existierte von 1992 bis 1994. Eine im Club aushängende Leuchttafel mit dem Logo des Unternehmens Panasonic gilt als Namensgeber für die gleichnamige Band, die seit einer Abmahnung durch das Unternehmen nur noch als Pan Sonic firmierte. Auch der von Pflumm in der Invalidenstraße ab 1995 betriebene Nachfolgeclub des Elektro hieß Panasonic. Von 1997 bis 1999 führte das Trio den Club Init.
Gemeinsam mit den Musikern Klaus Kotai und Gabriele Loschelder alias Kotai + Mo betrieb er seit 1995 das Label Elektro Music Department (EMD). Pflumm war vor allem für das visuelle Erscheinungsbild des Labels verantwortlich und gestaltete die Schallplattencover und Musikvideos. Gemeinsam mit Klaus Kotai veröffentlichte er auf EMD unter den Projektnamen The Customers und In Hope For The Best zwei Alben. Gemeinsam mit dem norwegischen Technomusiker Stefan Mitterer (Sex Tags) veröffentlichte er drei Singles und eine Doppel-12" als Busen. Die Platten erschienen bei Sex Tags, Wania und auf Pflumms Label General Elektro. Des Weiteren managt Pflumm sein eigenes Label Atelier Records.
Internationale Bekanntheit erlangte Pflumm durch seine Leuchtkästen, in denen er Unternehmenslogos wie Esso, Kraft Foods, Mastercard, KLM, Microsoft oder AT&T entkernte und zergliederte und sie somit in qualitativ neue Erscheinungsformen überführte. Mit Computeranimationen und Videoloops wurden die Logos in ihre strukturellen und farblichen Einzelteile zerlegt. Durch diese Gestaltungsweise macht Pflumm die Absurdität von Werbebotschaften, die Austauschbarkeit von Wünschen und des eigenen Begehrens sichtbar.
Im Jahr 1997 erhielt er den ars-viva-Preis des Kulturkreises der deutschen Wirtschaft zum Thema Medienkunst. Pflumm lebt und arbeitet in Berlin.

## Einzelausstellungen (Auswahl)
- 2008: Whitechapel Art Gallery, London
- 2005/06: Sprengel Museum, Hannover
- 2004: Palais de Tokyo, Paris; Galerie Neu, Berlin
- 2003: Kunst-Werke Berlin, Berlin; Palais de Tokyo, Paris
- 2002: Emily Tsingou, London
- 2001: Galerie Laura Mars Grp., Berlin; Oslo Kunsthall
- 2000: Kerstin Engholm Galerie, Wien; Kunstverein Frankfurt, Frankfurt a. M.
- 2019: Galerie Neu, Berlin

## Gruppenausstellungen (Auswahl)
- 2009: „Talk talk – Das Interview als künstlerische Praxis“, Kunstverein Medienturm Graz; „1. Biennale für Internationale Lichtkunst – open light in private spaces“, RUHR.2010, Deutschland; „Berlin 2000“, Pace Wildenstein, New York, NY
- 2008: „Visite: Von Gerhard Richter bis Rebecca Horn“, KAH – Kunst- und Ausstellungshalle der Bundesrepublik Deutschland, Bonn; „alfadjur, men pa annat sätt, Eberhard Havekost, Robert Lucander & Daniel Pflumm“, Milliken Gallery, Stockholm
- 2006/07: „Faster! Bigger! Better!“, ZKM – Zentrum für Kunst und Medientechnologie, Karlsruhe
- 2006: „This is America“, Centraal Museum Utrecht, Utrecht; „Anstoß Berlin – Kunst macht Welt“, Haus am Waldsee e. V., Berlin
- 2005/06: „Lichtkunst aus Kunstlicht“, ZKM – Zentrum für Kunst und Medientechnologie, Karlsruhe
- 2005: „Art that Works, Catch Me / Kunst Salon Belgrad“, Belgrade Cultural Centre, Belgrad
- 2004: „Die Zehn Gebote“, Deutsches Hygiene-Museum, Dresden; „Live“, Palais de Tokyo, Paris
- 2024: „Sistemi Semplici“, Galleria Lia Rumma, Neapel

## Werke von Daniel Pflumm in öffentlichen Sammlungen
- Centre Pompidou, Paris
- Museum Abteiberg, Mönchengladbach
- Sammlung zeitgenössischer Kunst der Bundesrepublik Deutschland, Bonn
- Museum of Contemporary Art, Roskilde

## Bibliografie

### Kataloge
- 2001: „Futureland“, Exh. Städtisches Museum Abteiberg, Mönchengladbach (23. September 2001 – 6. Januar 2002) und Museum van Bommel van Dam Venlo (23. September – 2. Dezember 2001) / „Tele(visions)“, Ausst. Kat. Kunsthalle Wien, S. 37/38.
- 2002: „Frequenzen (HZ) / Frequencies (HZ) – Audiovisuelle Räume/Audiovisual Spaces“, Hrsg. Max Hollein, Jesper N. Jorgensen, Schirn Kunsthalle, Frankfurt / „smax. Artistieke transformaties van commerciele beeld- en taalpatronen – een Duits-Nederlandse tentoonstelling“ / „Künstlerische Transformationen kommerzieller Bild- und Sprachmuster – eine deutsch-niederländische Ausstellung“, Hrsg. Stefan Rasche, Marcus Lütkemeyer, Villa de Bank, Enschede.
- 2003: „post production“, Hrsg. Nicolas Bourriaud und Galleria continua / „IN MEDIA RES“, Presses Universitaires de Rennes / Talking pieces, Hrsg. Gerhard Finckh, Ute Riese und Michael Vignold, Museum Morsbroich, Leverkusen
- 2004: „Pflumm Private“, Palais de Tokyo, Paris / Werke aus der Sammlung Boros, ZKM Karlsruhe, Ostfildern-Ruit, Hatje Cantz Verlag, 2004